# وو دوک مین داک
وو دوک مین داک (به انگلیسی: Vu Duc Minh Dack؛ متولد ۱۸ اکتبر ۱۹۸۲) کاراته‌کای اهل فرانسه است. در مسابقات کاراته قهرمانی جهان ۲۰۱۲ که در پاریس، فرانسه برگزار شد، در مسابقات کاتای مردان مدال نقره را از آن خود کرد. وی در مسابقات کاراته قهرمانی جهان در سالهای ۲۰۰۸ و ۲۰۱۴ نیز مدال گرفت. او همچنین در بسیاری از دوره‌های مسابقات کاراته قهرمانی اروپا صاحب مدال شد.
وی در مسابقات جهانی ۲۰۰۹ که در کائوهسیونگ، تایوان برگزار شد، در مسابقات کاتای مردان موفق به کسب مدال نقره شد.
او در بازی‌های اروپایی ۲۰۱۵ که در باکو، آذربایجان برگزار شد، در مسابقات کاتای انفرادی مردان، شرکت کرد اما موفق به کسب مدال نشد. در سال ۲۰۱۷، او در مسابقات جهانی ۲۰۱۷ که در وروتسواف، لهستان برگزار شد، در مسابقات کاتای انفرادی در برابر آنتونیو دیاز شکست خورد و مدال برنز را از دست داد.